# Ploceus aureonucha
Ploceus aureonucha là một loài chim trong họ Ploceidae.